# Wege des Lebens – The Roads Not Taken
Wege des Lebens – The Roads Not Taken (Originaltitel: The Roads Not Taken) ist ein britisch-US-amerikanisches Filmdrama. Sally Potter schrieb das Drehbuch und führte Regie. In den Hauptrollen sind Javier Bardem und Elle Fanning zu sehen, in weiteren Rollen Branka Katić, Salma Hayek, Laura Linney und Milena Tscharntke. Der Film wurde für den Wettbewerb der Berlinale 2020 um den Goldenen Bären ausgewählt und feierte dort am 26. Februar 2020 seine Premiere. Der deutsche Kinostart erfolgte am 13. August 2020.

## Handlung
Der Mittfünfziger Leo öffnet nicht die Tür, als seine Haushaltshilfe Xenia klingelt, und er geht auch nicht ans Telefon, als seine Tochter Molly anruft. Als sie beide gemeinsam die Wohnung betreten, liegt Leo lethargisch im Bett, reagiert kaum und scheint verwirrt. Leo leidet unter einer Hirnatrophie, die seine Frontallappen betrifft. Leo stammt aus Mexiko und war einst Schriftsteller. Nun lebt er seit über 30 Jahren in den USA und hat eine Wohnung in der Nähe der Gleise in New York.
Leo will seiner Tochter so viel erzählen, schafft es aber nicht, seine Gedanken zu ordnen. In seinem Kopf vermischen sich die Gegenwart und die Erinnerungen an verschiedene wichtige Ereignisse zu unterschiedlichen Zeitpunkten seines Lebens. Manchmal lebt er in seiner Fantasie noch mit seiner ersten Liebe Dolores in dem kleinen Haus in Mexiko. Damals hatte er sie erst nicht begleiten wollen, um zusammen mit ihr den Verlust ihres gemeinsamen Sohnes zu betrauern, der bei einem Autounfall ums Leben kam. Dann wieder erinnert er sich an seine Reise nach Griechenland, wo er auf einer Insel versuchte, seinen Roman fertig zu schreiben. Er hatte seine kleine Familie damals verlassen, weil er das Babygeschrei nicht ertrug und sich aufs Schreiben konzentrieren wollte. Dort lernte Leo eine blonde, junge Deutsche kennen, die ihn an seine Frau Rita erinnerte.
Für einen Zahnarztbesuch muss Molly ihren Vater dazu zu bringen, die Wohnung zu verlassen. Der jedoch hat Angst vor den vielen Menschen und den lauten Geräuschen in der Stadt. Der Zahnarztbesuch wird zum Desaster, nicht zuletzt weil er sich einnässt und sie wegen einer Kopfverletzung im Krankenhaus landen. Hier schaut Mollys Mutter Rita vorbei, von der Leo schon seit langer Zeit geschieden ist. Der folgende Besuch beim Augenarzt ist ähnlich niederschmetternd, denn Molly erträgt es nicht, dass jeder andere über ihren Vater redet, als wäre dieser nicht anwesend, obwohl er sich im Raum befindet.
Das alles hält Molly von wichtigen Terminen auf der Arbeit ab. Letztlich macht dieser Tag, an dem sie sich mehr um ihren Vater kümmern muss, als ihr lieb ist, die Mühen von vielen Wochen Arbeit zunichte. Molly bemerkt, dass sie ihren Vater ebenfalls nicht mehr versteht, und beschließt, diese Nacht bei ihm zu bleiben. Nachts verlässt Leo unbemerkt seine Wohnung, barfuß und mit einem Bademantel bekleidet, und steigt in eine Bahn. Ein Polizist bringt ihn zur Wache, und Molly holt ihn ab. Wieder zu Hause erlebt Leo einen lichten Moment. Er erzählt von seiner Reise nach Griechenland, davon, was die Gründe waren, warum er wieder zurückgekommen ist, und erinnert sich wieder an Mollys Namen, worüber seine Tochter überglücklich ist. Sie erkennt, dass es sich gelohnt hat, ihren Vater nicht ganz aufzugeben.

## Produktion

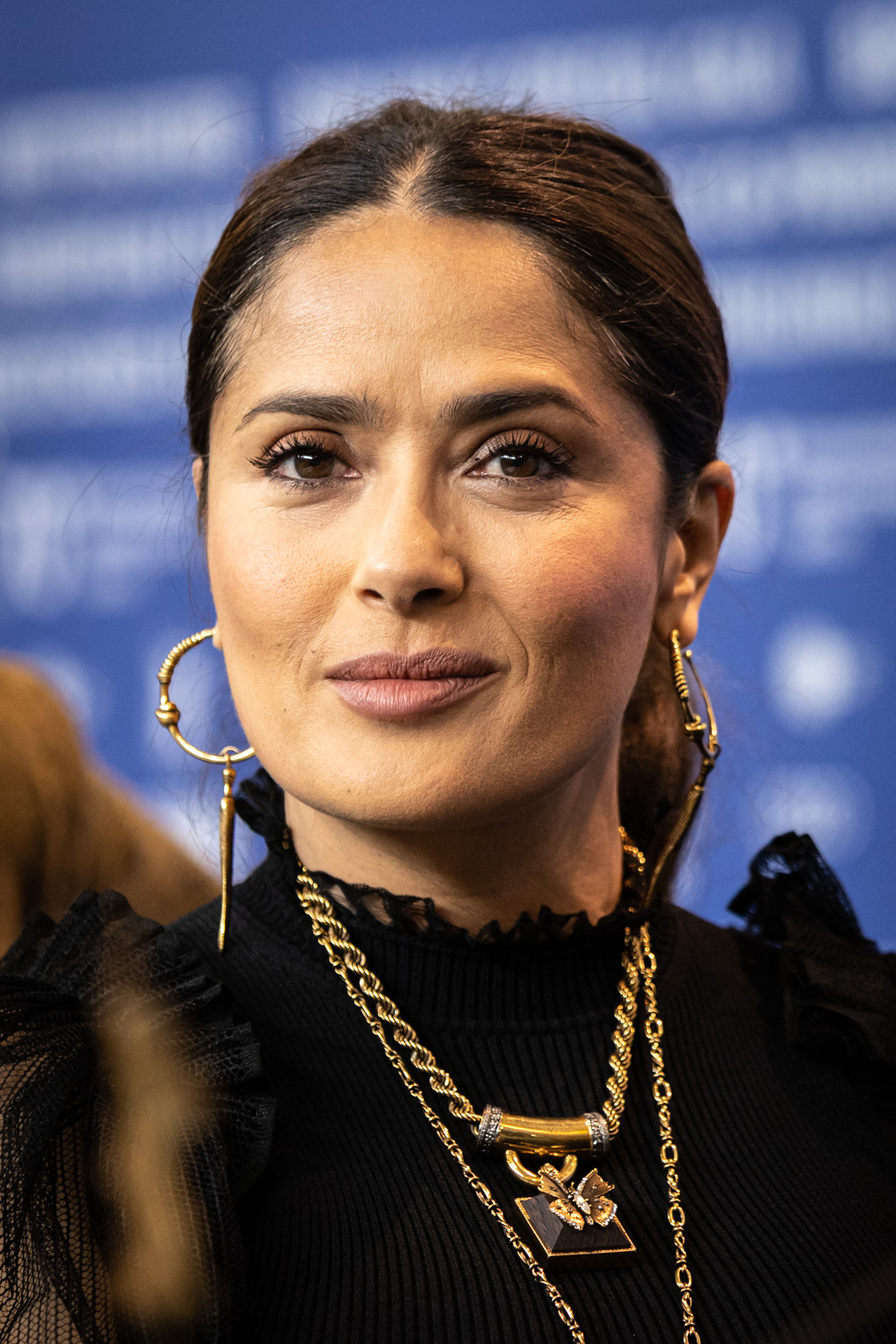
Salma Hayek, hier im Februar 2020 auf der Berlinale, spielt Leos erste Liebe Dolores

Im Dezember 2018 teilten die britische Produktionsfirma HanWay Films und die US-amerikanische Produktionsfirma Bleecker Street mit, dass Javier Bardem, Elle Fanning, Salma Hayek und Laura Linney unter der Regie von Sally Potter spielen würden und Potters Drehbuch dabei auf ihrem eigenen Theaterstück basiere. Für die Produktion sei Christopher Sheppard mit seiner Firma Adventure Pictures verantwortlich. Der Film sei gemeinsam von der BBC und dem BFI entwickelt worden. Bleecker Street halte die Rechte für den US-amerikanischen Markt, HanWay Films die für den internationalen. Finanziert wurde das Projekt von HanWay Films, Bleecker Street, Ingenious Media, der BBC, dem BFI, Chimney Pot Sverige AB und Film i Väst.
Im Rahmen der Berlinale-Pressekonferenz erklärte Potter, ihr Bruder sei ebenfalls sehr früh an Demenz erkrankt gewesen, bevor er zwei Jahre später starb. Demenz sei eine Krankheit, könne aber auch das Reisen durch Raum und Zeit ermöglichen. Dort erklärte Potter auch in Bezug auf den Titel des Films: „Ich glaube wir sind alle mehr als Eins, mehr als ein Wesen, eine Person. Und die Festschreibung einer Identität kann nie die auf nur eine sein.“ Sie spricht von einer Vielzahl von Möglichkeiten des eigenen Selbst, die immer gegeben seien. So könne man eine fluide Multiplizität erkunden, wenn man sich an diesen Kreuzungen, diesen Schnittpunkten des Lebens orientiert, diese aufgreift und sich überlegt, wie das Leben ausgehen hätte können, wäre es in diese Richtung gegangen. Der Filmtitel ist an das Gedicht The Road Not Taken von Robert Frost angelehnt. Als ursprünglicher Name des Films war Molly vorgesehen.

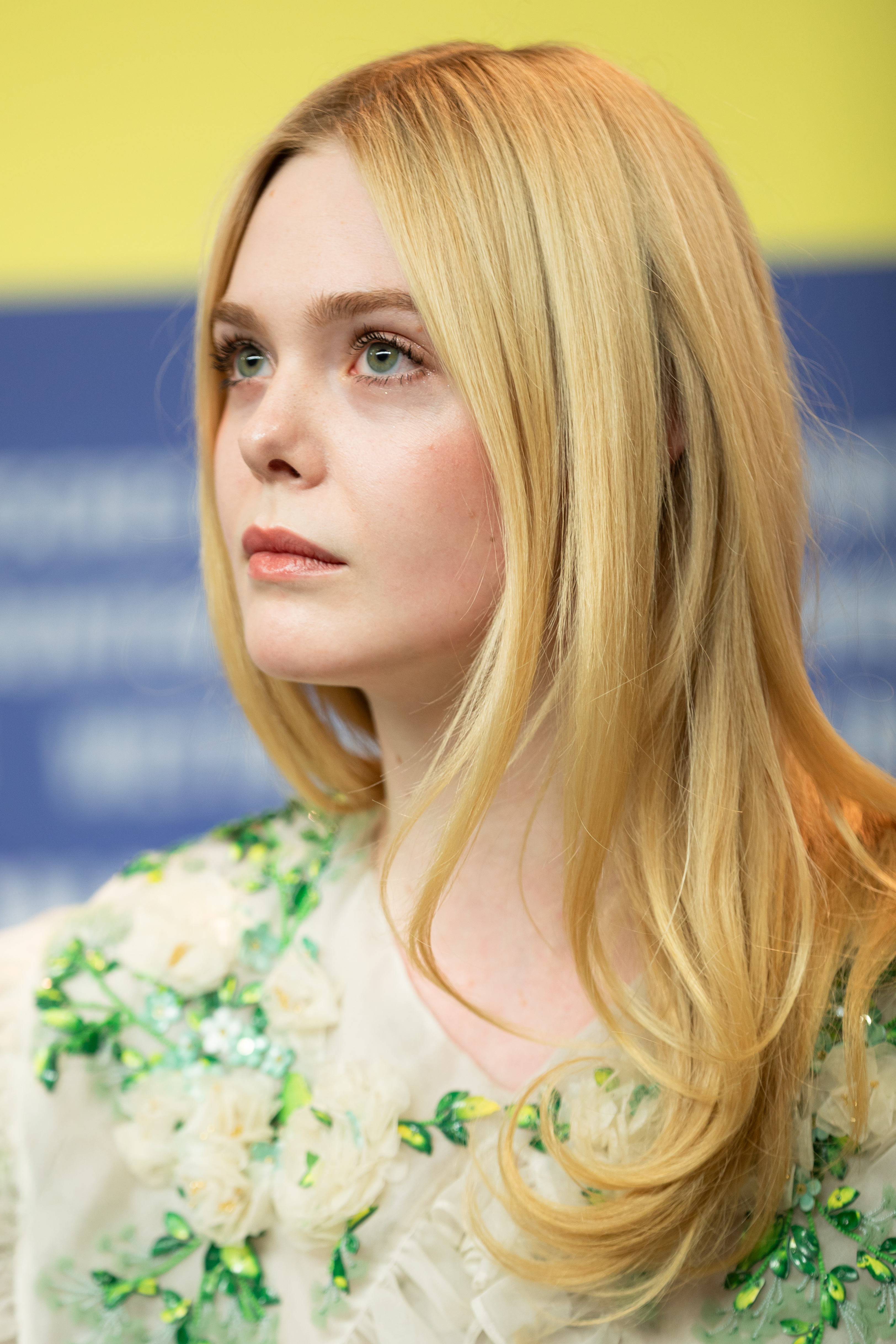
Elle Fanning spielt Molly

Potter arbeitete mit Rückblenden beziehungsweise Traumsequenzen. Diese Szenen in Leos Fantasie sind durch besonders knallige Farben oder weitaus schnellere Bewegungsabläufe in Kameraarbeit und Schnitt gekennzeichnet und zudem wesentlich künstlicher inszeniert. Momente im Hier und Jetzt hingegen werden betont realistisch dargestellt.
Die Dreharbeiten fanden unter anderem in New York statt. Als Kameramann fungierte Robbie Ryan. Für den Filmschnitt, der von besonderer Bedeutung zur Darstellung der unterschiedlichen zeitlichen Ebenen ist, die die Gedanken- und Erinnerungswelt von Leo zeigen, zeichnete ebenfalls Sally Potter verantwortlich. Parallel arbeitete Potter am Schnitt von The Party.
Potter komponierte auch die Filmmusik. Es spielen Fred Frith (Gitarre), Viktoria Mullova (Violine), Matthew Barley (Cello), Paul Clarvis (Percussion) und Misha Mullov-Abbado (Bass), während Potter selbst am Klavier zu hören ist. Das Soundtrack-Album, das insgesamt 12 Musikstücke umfasst, wurde am 13. März 2020 von Milan Records als Download veröffentlicht.
Die Vorstellung eines ersten Trailers durch Bleecker Street erfolgte Anfang Februar 2020. Nach der Weltpremiere auf der Berlinale erfolgte der Kinostart in den USA am 13. März 2020, in Deutschland am 13. August 2020.

## Rezeption

### Altersfreigabe und Kritiken
In den USA erhielt der Film von der MPAA ein R-Rating, was einer Freigabe ab 17 Jahren entspricht.

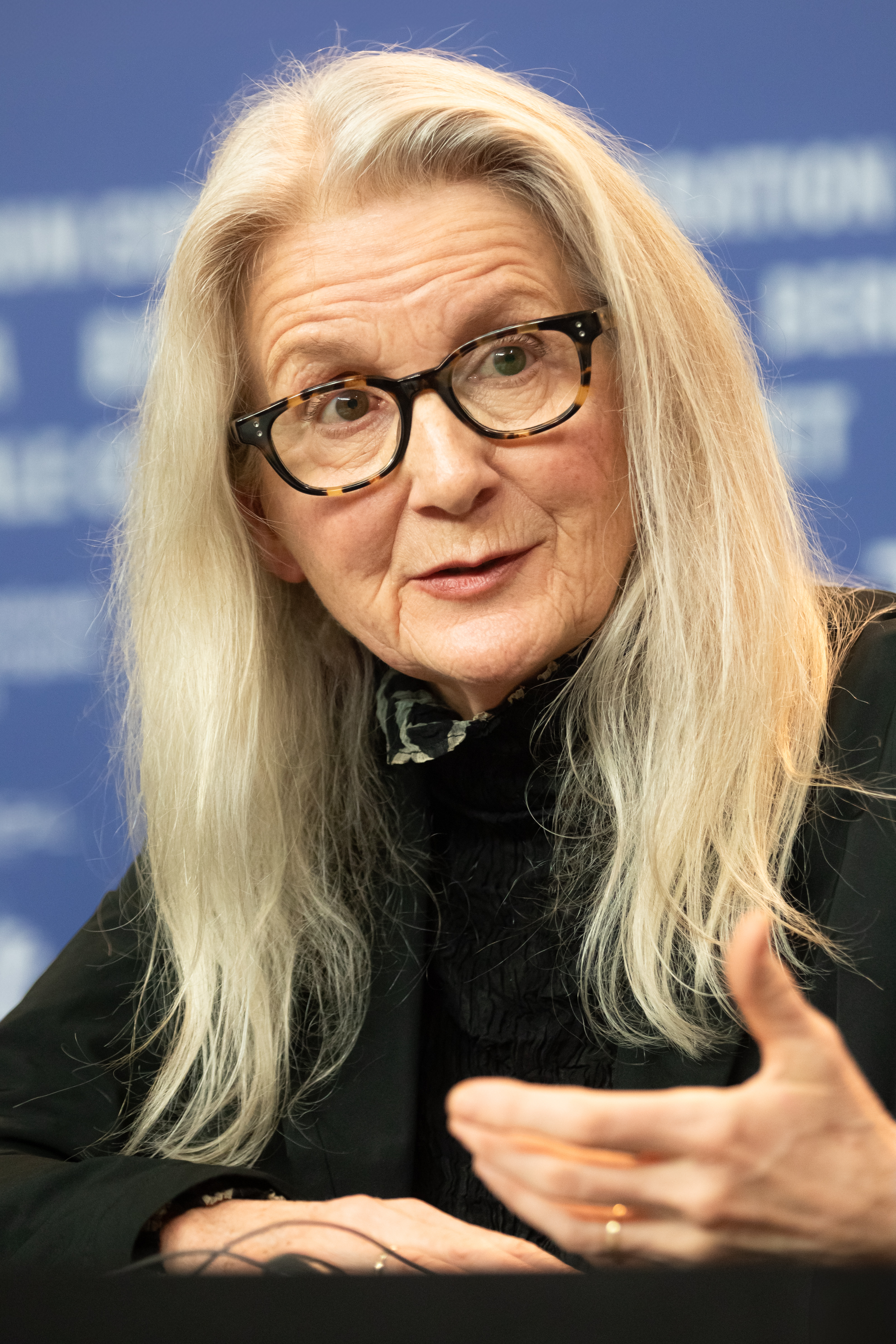
Sally Potter im Februar 2020 bei der Vorstellung des Films auf der Berlinale

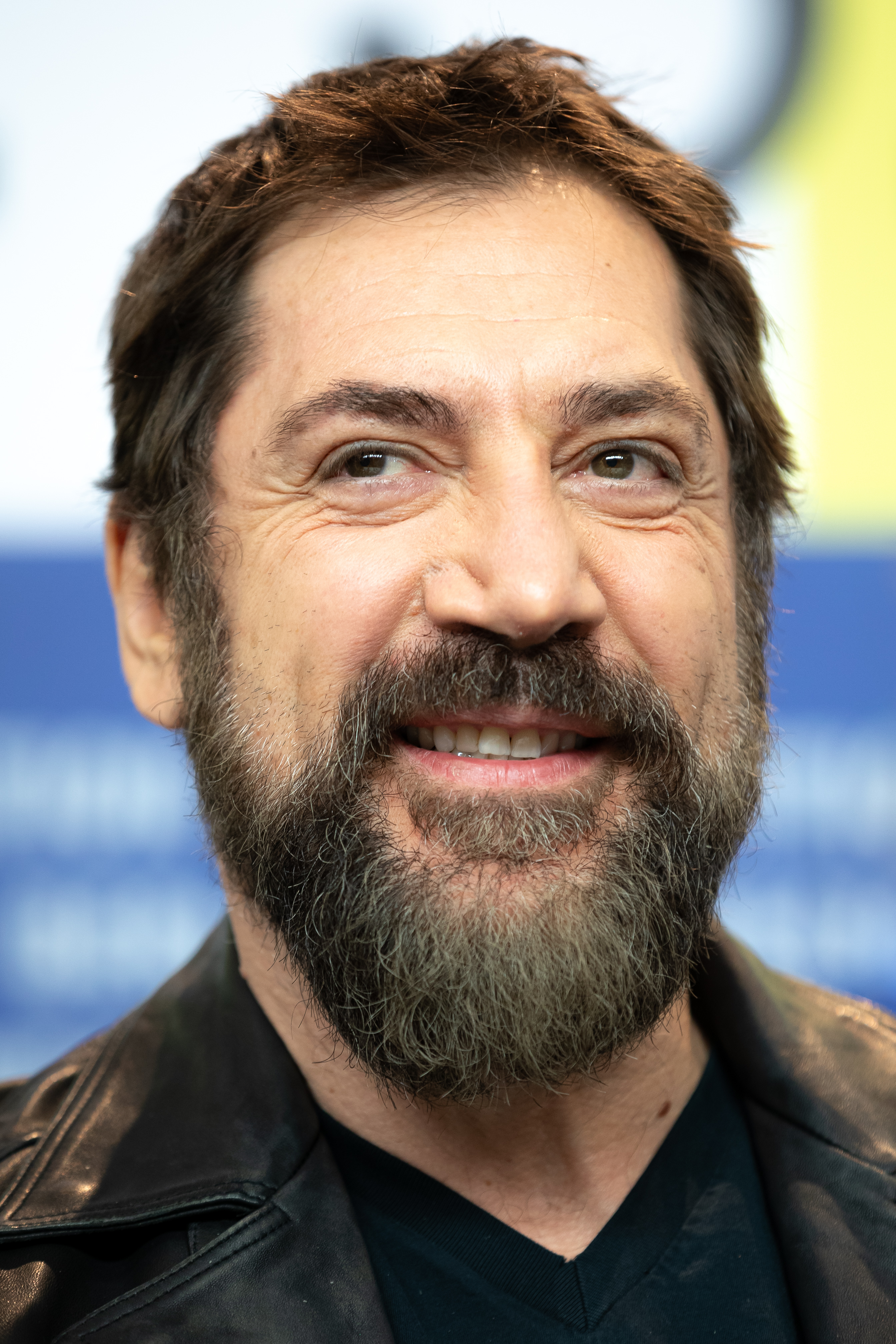
Javier Bardem spielt Leo

Der Film stieß bei den Kritikern auf ein gemischtes Echo.
In der Kritik von epd Film heißt es, Sally Potters Versuch, eine assoziative Reise durch Zeit und Raum, Vergangenheit und Erinnerung zu unternehmen, um zu zeigen, wo der geliebte, demenzkranke Leo ist, wenn er in der Gegenwart so abwesend erscheint, sei eine schöne Idee, die jedoch nicht immer überzeuge.
Auch die Filmkritikerin Antje Wessels schreibt, Potters Vater-Tochter-Drama lasse viel Potenzial liegen. So ließen die wahlweise als Rückblenden oder Traumsequenzen inszenierten Momente aus Leos Vergangenheit oder wahlweise seiner Fantasie, die eine Art Parallelwelt bilden, in die sich Leo zurückzieht, die Frage offen, inwiefern dies medizinisch nachvollziehbar oder dann doch eher esoterischer Natur ist. Potter lasse zumeist offen, welche Erinnerungsfetzen von Leo auf wahren Geschehnisse beruhen und welche er sich infolge falscher Entscheidungen zusammenfantasiert. Solche assoziativ-überhöhten Erinnerungssequenzen muteten ihrer Anleihen an Terrence Malicks Schaffen hin und wieder arg träumerisch an. Der Filmtitel „Wege des Lebens“ spiele auf die den Film durchziehende Frage an, was gewesen wäre, wenn wir uns an dieser oder jener Stelle in unserem Leben anders entschieden hätten. Doch dass Leo letztlich auch in dieser vermeintlichen Flucht vor der Realität in sich selbst gefangen ist und dieses Gefängnis nur einfach anders aussieht, lasse Potter außen vor. Auch wisse man nicht, ob die Bekanntschaften, die er im Laufe seines Lebens machte, nicht doch einfach seiner Fantasie entsprungen sind, so Wessels.
Christiane Peitz vom Tagesspiegel findet, ohne Javier Bardem gäbe es über Sally Potters Melodram The Roads Not Taken eigentlich nichts Nennenswertes zu berichten: „Er bewegt sich wie in Zeitlupe, sein Wesen bleibt verschlossen, und Javier Bardems seltsame Gesichtszüge mit der schnurgeraden Linie von der Nase zur Stirn geben dieser chronischen Abwesenheit eine zusätzlich befremdliche Kontur. Wenigstens das.“
Auch Ola Salwa vom Online-Filmmagazin Cineuropa schreibt, der Film lebe von Javier Bardems atemberaubender Performance, wenn er Leos Verzweiflung, Traurigkeit und seine Abwesenheit perfekt zum Ausdruck bringe. Dabei stimme seine Unfähigkeit, sich vorwärts zu bewegen, mit einem von Sally Potters Lieblingsthemen überein: Transition.

### Auszeichnungen
Mit The Roads Not Taken konkurrierte Sally Potter zum dritten Mal nach 2009 und 2017 um den Goldenen Bären, den Hauptpreis des Festivals. Der Film blieb aber unprämiert.
Festival International du Film de La Roche-sur-Yon 2020
- Nominierung für den Grand Prix du Jury im Compétition internationale (Sally Potter)[17]